# Burg Eckelskirche
Die Burg Eckelskirche ist eine abgegangene Wall- und Höhenburg auf dem Wollenberg (474 m) beim Ortsteil Sterzhausen der Gemeinde Lahntal im Landkreis Marburg-Biedenkopf in Hessen.

## Lage
Der Burgstall der Ringwallanlage liegt am südöstlichen Ende des Wollenbergrückens um seine höchste Erhebung im Süden. Westlich davon liegen die Wichtelhäuser Steine, eine markante Felsformation.

## Beschreibung
Von der ehemaligen Anlage sind nur noch Wall- und Grabenreste eines nahezu kreisförmigen, heute verschliffenen Steinwalls von ca. 100 m Durchmesser zu sehen. Im Nordosten befindet sich noch ein etwa 20 m langer, 6 m breiter und 1,5 m hoher Steinhügel, der noch zwei größere Steinplatten besitzt. Es wird vermutet, dass diese als Opfersteine oder Altäre dienten.
Der fast kreisrunde Ringwall, bis auf ein geringes Stück im Südwesten in den Reliefdaten noch gut sichtbar, nimmt eine Fläche von 0,87 ha ein. Seine größte Ost-West-Ausdehnung beträgt 124 m, seine Nord-Süd-Ausdehnung 94 m. Eine Entstehung in ottonischer Zeit, also zum Ende des Frühmittelalters, wird angenommen.
Einer Sage nach sollen viele Steine des Ringwalls für die Errichtung der Martinskirche von Michelbach genutzt worden sein.

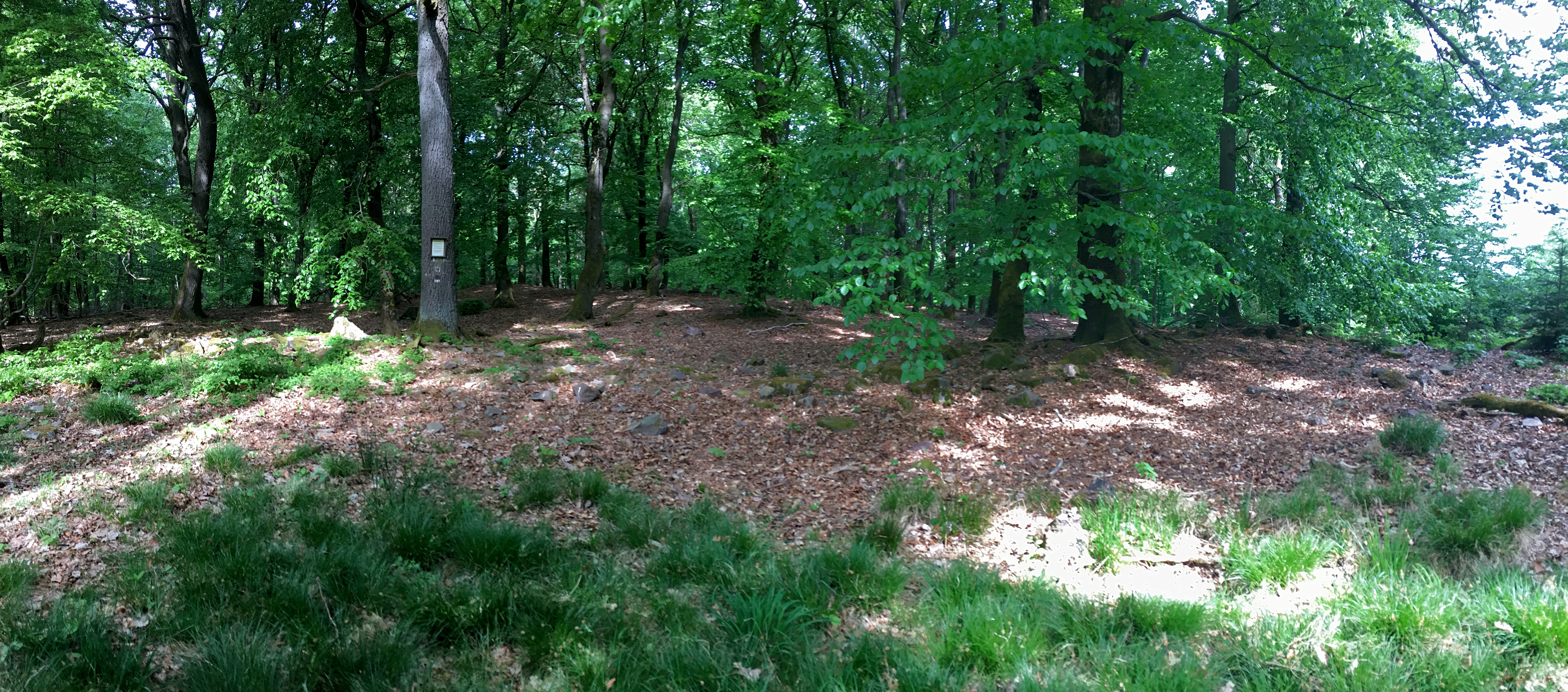
Reste des Ringwalls von Südwesten
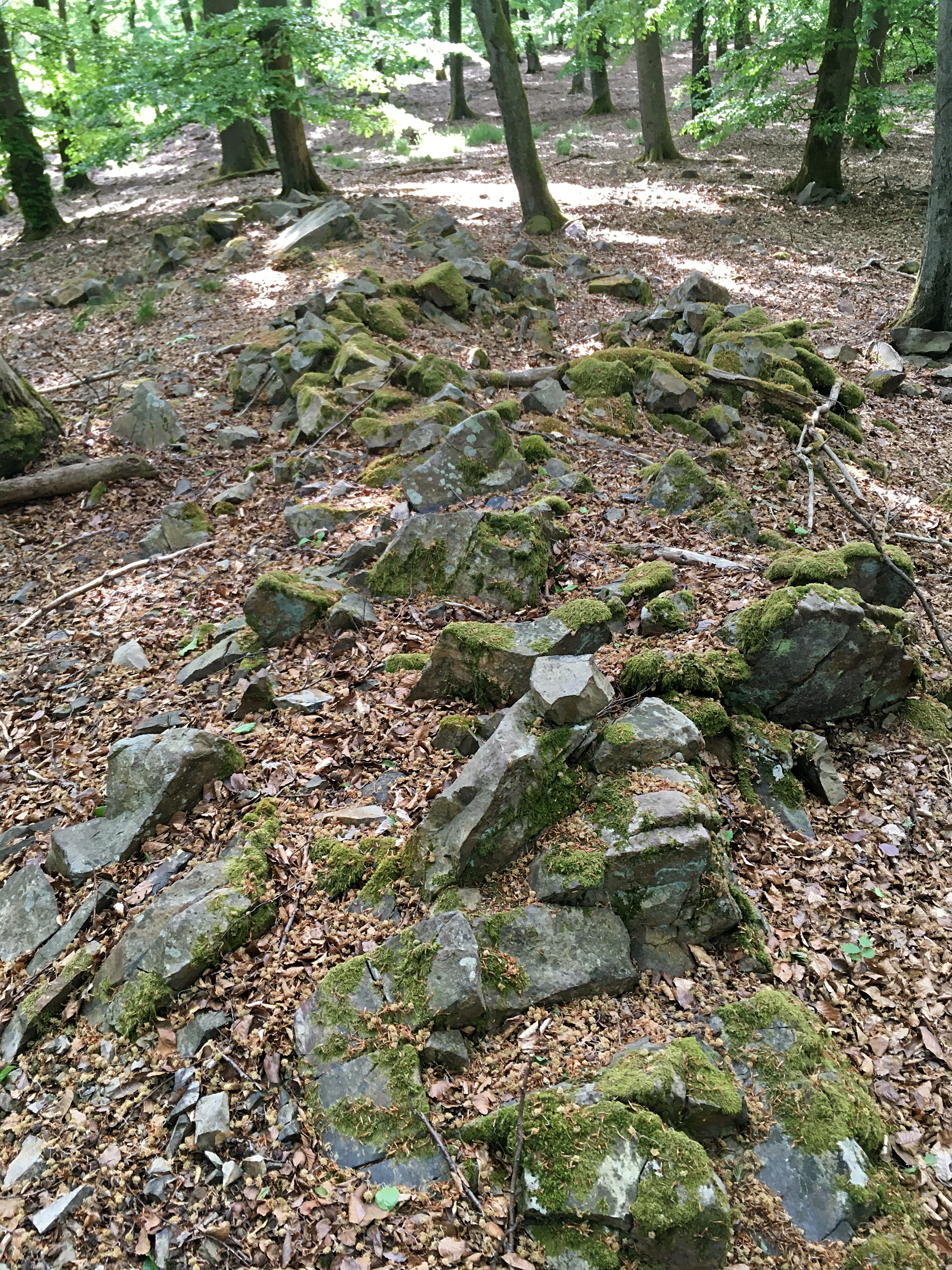
Steinhügel im Nordosten des Steinwalls
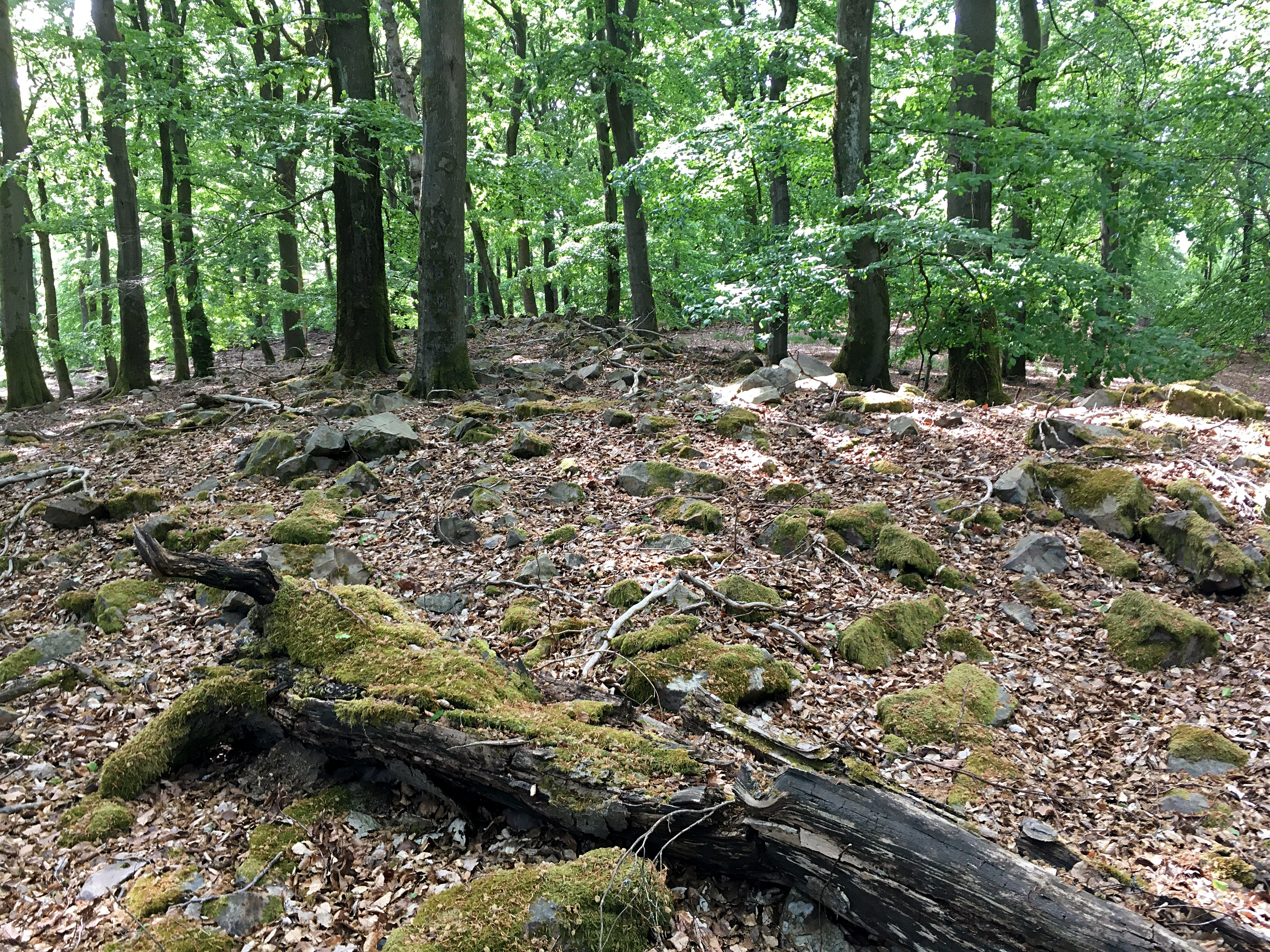
Überreste und Verlauf des Ringwalls
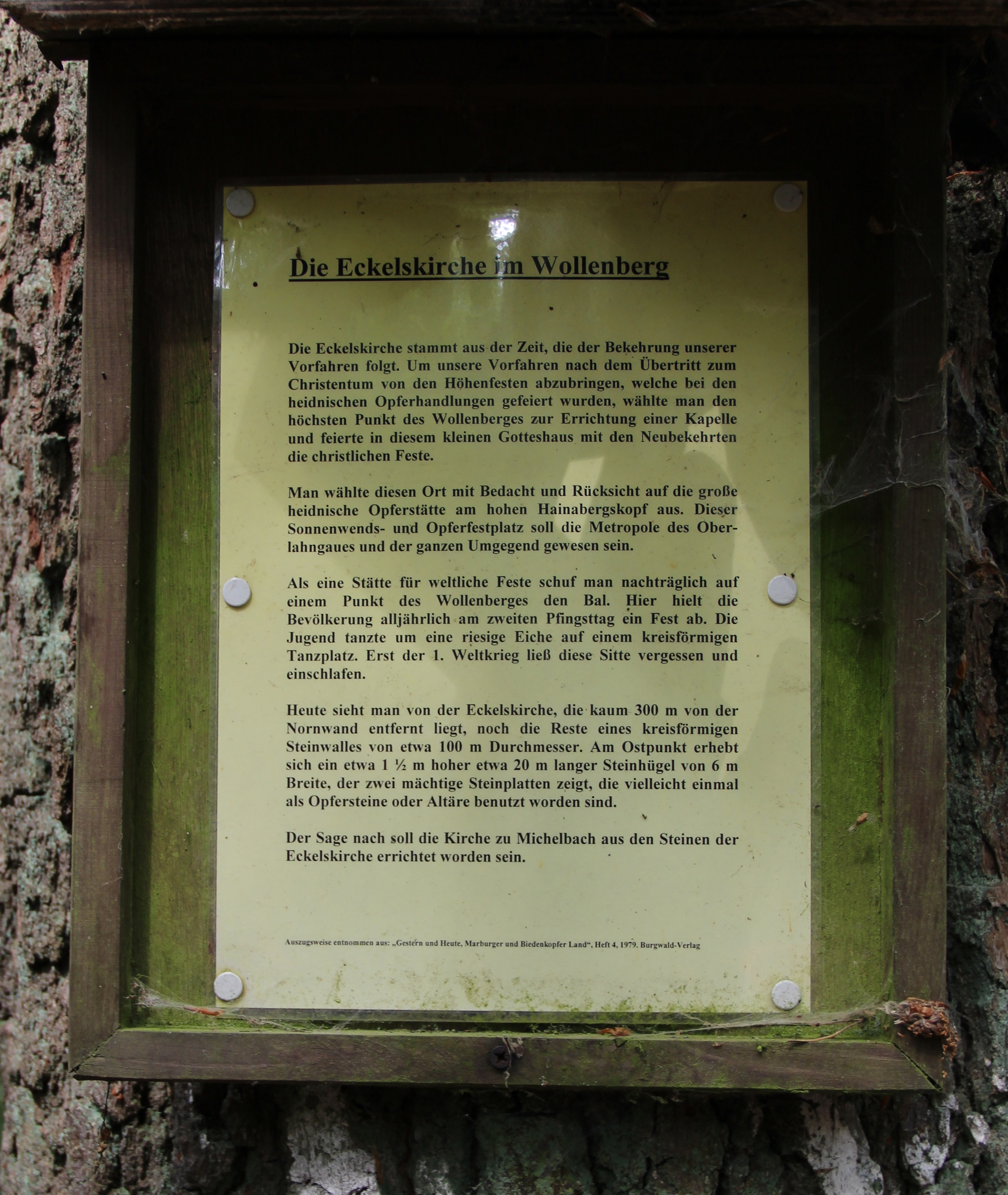
Informationstafel am Standort